# Woodwardia spinulosa
El helecho de la cadena mexicana (Woodwardia spinulosa) es un helecho miembro de la familia Blechnaceae; el nombre de este género, fue dado en honor al botánico inglés Thomas Jenkinson Woodward, quien vivió de 1745 a 1820.

## Clasificación y descripción
Rizoma: suberecto o erecto, con escamas de color uniforme de color café o parduscas;  frondes: arqueadas, a menudo colgantes o suberectas; pecíolo: 1/2 del largo del fronde, con escamas similares a las del rizoma; lámina: pinnada-pinnatifida, de 25 a 55 cm de largo, con 4 o 5 pares de pinnas libres por debajo del ápice pinnatífido; raquis: con algunas escamas y pelos que se pierden con el tiempo; pinnas: de 8 a 20 pares; soros: a lo largo de la vena costal primaria y secundarias, discontinuos, da la apariencia de formar una cadena; indusio: grueso, de margen entero o a veces con dientecillos.

## Distribución
Desde el norte de México en Chihuahua hasta Centroamérica.

## Habitat
Es terrestre, usualmente en cañones protegidos y húmedos o cerca de arroyos en bosques de pino, encino o mixtos, en bosque de niebla.

## Estado de conservación
En México no se encuentra en ninguna categoría de protección de la NOM059. Tampoco está en alguna categoría en la lista roja de la IUCN (International Union for Conservation of Nature). Ni en CITES (Convención sobre el Comercio Internacional de Especies Amenazadas de Fauna y Flora Silvestres).